# البشيرية (تركيا)
البشيرية وتسمى باللغة (بالتركية: Beşiri) بلدة عربية تقع إلى الشرق من مدينة بطمان التركية، عاصمة محافظة بطمان التركية، يبلغ عدد نفوسها ما يقارب 10,000 شخص كلهم عرب.

## موقع جغرافي
تقع البلدة في شمال شرق مدينة باطمان أحد أقليم الجزيرة العليا الواقعة في تركيا اليوم.وتتموضع إلى الشمال من حصن جكيف وإلى الغرب من سعرد.وتتموضع البلدة بشكل عام على أرض مسطحة.

## المناخ
غزيررة الأمطار في الشتاء، مع برد شديد، بينما الربيع قصير، وتشهد صيفا جاف وحار نسبيا.